# 1,2-Dioxán

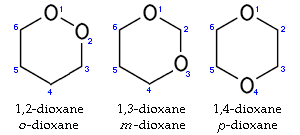
A dioxán három izomerjeAz ábra kékkel tünteti fel a gyűrű atomjainak számozását

Az 1,2-dioxán vagy o-dioxán szerves vegyület, képlete (CH2)4O2. Magát az alapvegyületet nem izolálták, de szubsztituált származékai ismertek, egyeseket természetes forrásokból is elkülönítettek.

## Fordítás
Ez a szócikk részben vagy egészben  a(z)   1,2-Dioxane című angol Wikipédia-szócikk ezen változatának fordításán alapul.  Az eredeti cikk szerkesztőit annak laptörténete sorolja fel. Ez a jelzés csupán a megfogalmazás eredetét és a szerzői jogokat jelzi, nem szolgál a cikkben szereplő információk forrásmegjelöléseként.